# النا تیمینا
النا تیمینا (انگلیسی: Elena Timina؛ زادهٔ ۱۹۶۹) یک بازیکن تنیس روی میز اهل هلند است. 
وی در مسابقات کشوری و بین‌المللی در مجموع برنده ۳ مدال طلا، ۳ مدال نقره، ۱ مدال برنز شده‌است.